# Gilberte de Courgenay

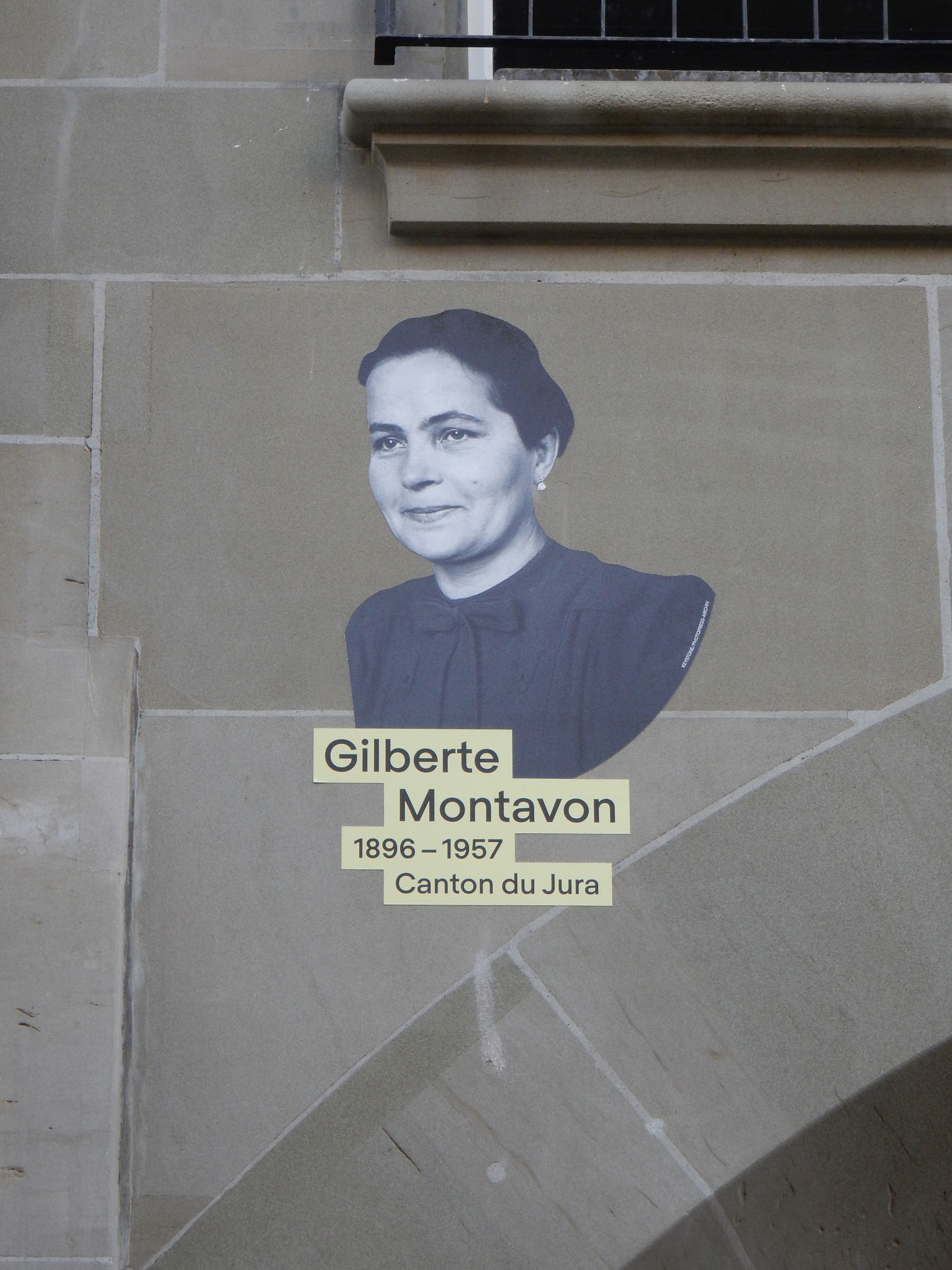
Gilberte Montavon (hommage2021.ch)

Gilberte de Courgenay, eigentlich Gilberte Schneider-Montavon, geborene Montavon (* 20. März 1896 in Courgenay; † 2. Mai 1957 in Zürich), war eine Schweizer Kellnerin, die in den beiden Weltkriegen als La petite Gilberte zum Soldatenidol und zu einer patriotischen Kultfigur wurde.

## Leben

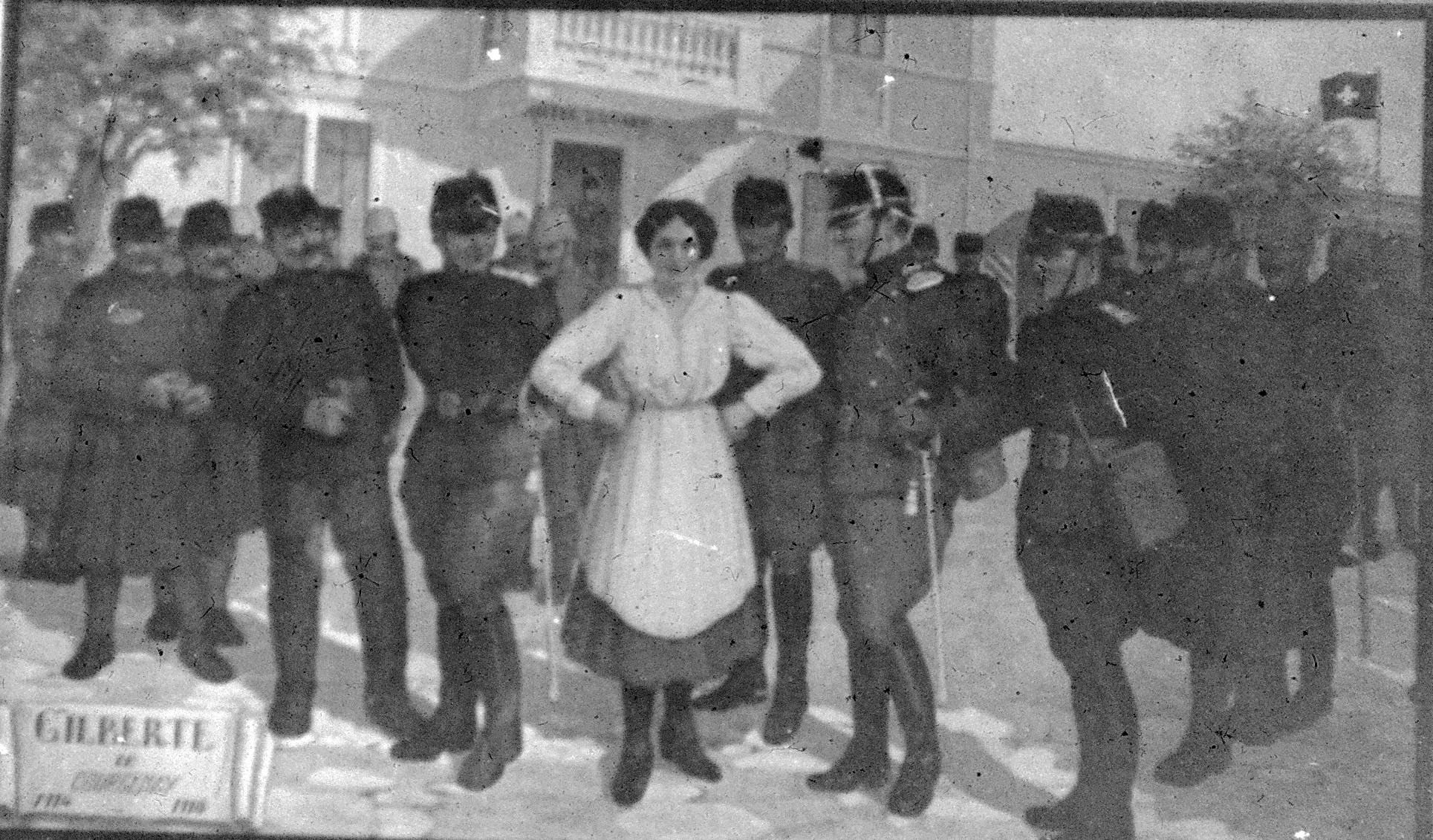
Gilberte de Courgenay auf einem Gemälde von Vittini

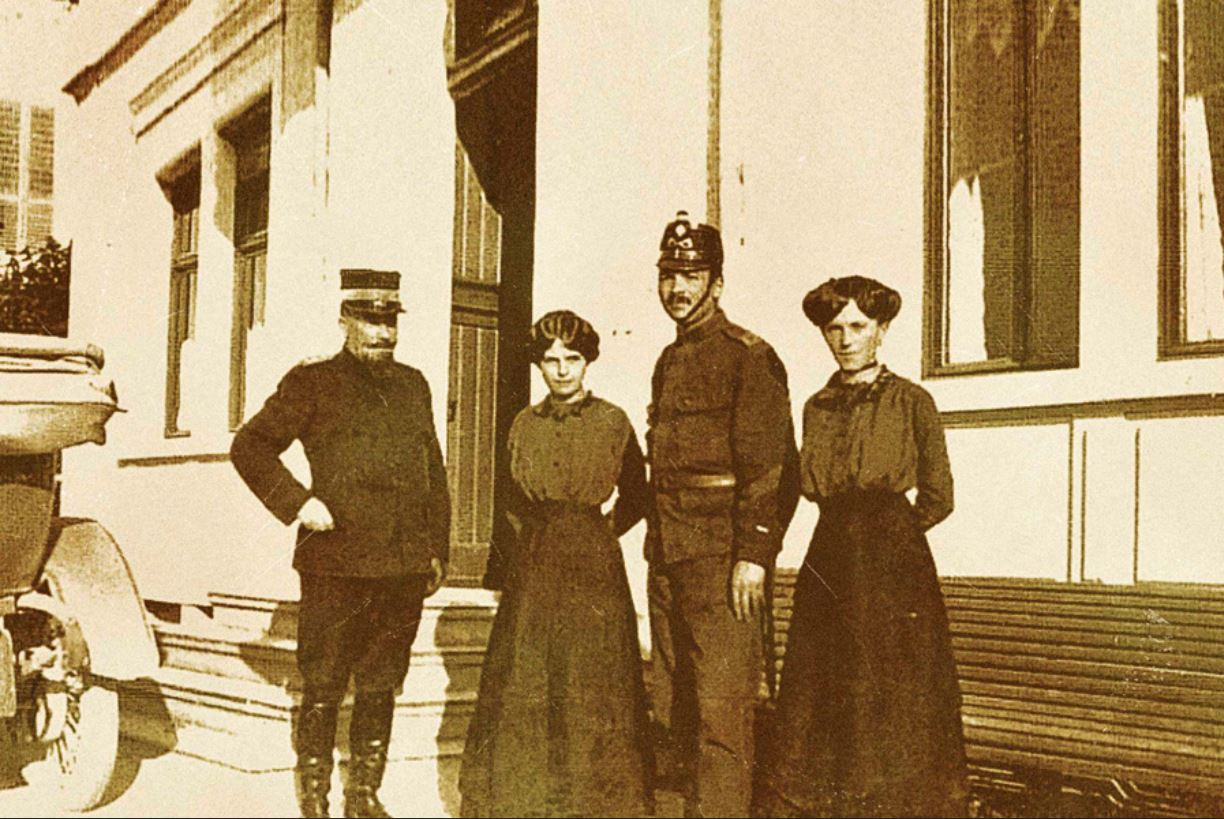
Gilberte Montavon (zweite von links) mit einer ihrer Schwestern und Armeeangehörigen um 1916

Zu Beginn des Ersten Weltkrieges war sie 18 Jahre alt und arbeitete mit ihren beiden Schwestern während des Krieges im elterlichen Hôtel de la Gare in Courgenay. Das nahe der französischen Grenze gelegene Dorf in der Ajoie wurde zum Truppenstützpunkt. Es gab unterschiedliche Auffassungen über die beiden Kriegsparteien Frankreich und Deutschland, die das Verhältnis zwischen den Westschweizern (Romands) und Deutschschweizern belasteten.
Gilberte, die die Gabe hatte, diese Differenzen leicht zu überbrücken, bewirtete Tausende von Soldaten und Offizieren und wurde von diesen schwärmerisch verehrt. Hanns In der Gand machte das von den Entlebucher Militärmusikern Robert Lustenberger und Oskar Portmann im Winter 1915/16 getextete und komponierte zweisprachige Lied La petite Gilberte de Courgenay bekannt. Dieses wurde rasch populär, und so wurde auch Gilberte im ganzen Land bekannt.
Nach ihrer Hochzeit mit Louis Schneider zog sie 1923 nach Zürich. In den Aktivdienstjahren des Zweiten Weltkriegs 1939–1945 wurde sie zur Symbolfigur des nationalen Zusammenhalts gegen Nazi-Deutschland aufgebaut. Am Schauspielhaus Zürch lief das Dialektstück Gilberte de Courgenay. Schneider-Montavon wurde für das Radio eingespannt, um sich mit ermutigenden Worten an die Soldaten im Aktivdienst zu wenden. Ihre Prominenz und das grosse Interesse der Medien belasteten sie psychisch. Sie starb 1957 an einem Krebsleiden und wurde auf dem Friedhof Nordheim in Zürich begraben.

## Filmische und literarische Rezeption

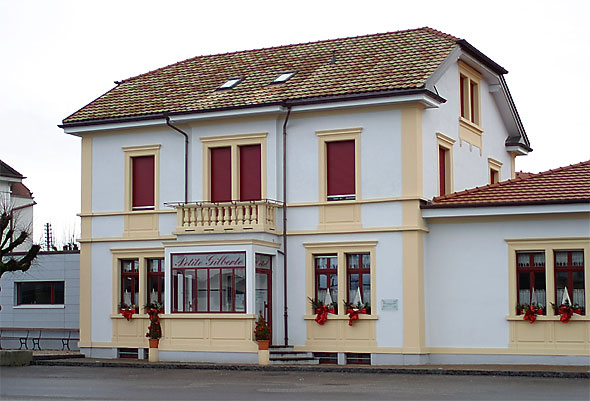
Das Hôtel de la Gare in Courgenay

Im Dienste der Geistigen Landesverteidigung der Schweiz im Zweiten Weltkrieg wurde Gilberte als Protagonistin eines Romans von Rudolph Bolo Mäglin (1939), eines Theaterstückes und zweier Filme (August Kerns Marguerite et les soldats von 1940 bis 1941 und Franz Schnyders Gilberte de Courgenay von 1941) mit Anne-Marie Blanc in der Hauptrolle endgültig zur patriotischen Kultfigur.

## Ehrungen und Gedenken
- Ein 1979 gegründeter Verein kaufte das Restaurant de la Gare in Courgenay.[1]
- 1998 wurde der Verein in eine Stiftung umgewandelt und das Haus renoviert.[1]
- In Bern-Brünnen (Westside) wurde ein Platz nach ihr benannt.[4][1]